# Гойер, Иоганн Фридрих
Иоганн Готфрид фон Гойер (нем. Johann Gottfried von Hoyer; 1767—1848) — генерал-майор, саксонский и прусский военный теоретик, писатель.

## Биография
Иоганн Фридрих Гойер родился 9 мая 1767 года в Дрездене, племянник начальника Саксонского артиллерийского училища И. Ф. фон Гойера-старшего.
В 1777 году Гойер поступил на службу в артиллерийскую роту, которой командовал его отец, и в 1781 году получил первый офицерский чин.
В 1810 году он был подполковником, а в 1814 году перешёл полковником из саксонской службы в прусскую; участвовал в походе 1815 года против Наполеона.
В 1818 году Гойер был произведён в генерал-майоры и назначен инспектором пионеров и крепостей в Померании и Пруссии.
В 1823 году он оставил службу и посвятил себя исключительно учёным занятиям. C 1835 года Гойер читал лекции по военному искусству и военной истории в Галле. Он был избран членом академии военных наук в Стокгольме.
Иоганн Готфрид фон Гойер скончался Гойер 7 марта 1848 года в Галле.